# Mouraria
La Mouraria è un quartiere di Lisbona situato nel centro della città nella freguesia di Santa Maria Maior. Si estende a nord/nord-est e ad ovest del castello di San Giorgio e del quartiere Alfama. I suoi confini sono approssimativamente definiti a ovest da Rua do Arco do Marquês de Alegrete e da Rua da Madalena (che collegano la Baixa con la Praça Martim Moniz); a nord, da Rua dos Cavaleiros, che prosegue a nord-est nella Calçada de Santo André. La Mouraria è parte del tessuto urbano più antico di Lisbona. 

## Storia
Le mourarias (in portoghese) o morerías (in spagnolo), erano aree urbane sorte nel periodo medievale destinate a contenere la popolazione di religione musulmana presente nelle città recentemente conquistate dai regni cristiani iberici. Il toponimo, nonostante le varie espulsioni decretate tra il XV e il XVII secolo e il processo di assimilazione della popolazione musulmana, sopravvisse in diverse città della Spagna e del Portogallo. 
Prima della riconquista di Lisbona del 1147 nella città viveva una popolazione composita di ebrei, mozarabi e musulmani (arabi e berberi). In seguito alla riconquista i musulmani risiedettero nella parte settentrionale della città, lungo le pendici della collina dominata dal castello di San Giorgio. Le relazioni tra la corona portoghese e la comunità musulmana di Lisbona come anche di altre località portoghesi vennero regolate dalla Carta de Foral del 1170 emessa da Alfonso Henriques. La Carta stabiliva il diritto della comunità a risiedere nella città, definendo inoltre un certo grado di autonomia nella gestione degli affari interni e della giustizia, tutelando la libertà di culto. 
La Mouraria si estendeva in origine su una superficie di poco più di un ettaro, nell'area compresa tra le porte di Santo André e São Vicente, parte della cerca fernandina. Questo spazio rappresentava il nucleo nella Mouraria, contenendo la moschea e altri luoghi pubblici. La Mouraria tuttavia si estese anche ad altre aree limitrofe, destinate alle attività economiche delle comunità e alla sepoltura dei defunti. 
La comunità musulmana rimase una componente distinguibile della popolazione di Lisbona almeno sino alla fine del XV secolo. Manuele I del Portogallo decretò l'espulsione di tutti i non cristiani con un editto del 5 dicembre 1496, effettivo a partire dall'ottobre dell'anno successivo. La Mouraria perse progressivamente il suo carattere islamico in seguito all'abbandono da parte della popolazione musulmana, alle conversioni di massa e all'espropriazione dei luoghi di culto comunitari e del cimitero (almocávar), che divennero parte del patrimonio dello Stato, venendo utilizzati per altri scopi o demoliti o venduti a soggetti privati. Uno dei principali beneficiari di tali espropri fu l'Hospital Real de Todos os Santos, edificato tra il 1492 ed il 1504. Gli espropri diedero inizio ad una fase di urbanizzazione ed ad un significativo aumento della popolazione nell'area della Mouraria.
La Mouraria fu una delle poche aree di Lisbona a non essere danneggiata in maniera grave dal terremoto di Lisbona del 1755. Nel quartiere ha origine e si sviluppa nel corso del XIX secolo il fado. Nella Mouraria visse una delle prime cantanti riconosciute di questo genere musicale, Maria Severa Onofriana, la quale morì nel 1846 nell'abitazione situata presso l'odierna Rua do Capelão n.º 35A. Durante il periodo dell'Estado Novo la Mouraria rimase, nonostante alcune misure di risanamento, una delle aree più fatiscenti e povere della città. A partire dagli anni 1940 la Mouraria fu interessata da espropriazioni e demolizioni che in alcuni punti ne hanno mutato profondamente l'aspetto. L'intervento di maggiore portata è stato l'apertura della Praça Martim Moniz, che ha determinato la demolizione tra gli altri edifici, del Palácio do Marquês de Alegrete e dell'Igreja do Socorro. Una delle poche strutture storiche della zona di Martim Moniz sopravvissute alle demolizioni è l'Ermida de Nossa Senhora da Saúde.

## Costruzioni storiche
- Palácio da Rosa, in Largo da Rosa.
- Mosteiro de Santo Antão-o-Velho, in Rua Marquês de Ponte de Lima.
- Teatro Taborda, nella Costa do Castelo.
- Colégios dos Meninos Órfãos, in Rua da Mouraria.
- Palácio Aboim, in Rua do Arco do Marquês do Alegrete.
- Capela de Nossa Senhora da Saúde, in Largo Martim Moniz.
- Palácio Vagos, in Largo de São Cristovão.
- Mercado Municipal do Chão do Loureiro.
- Igreja Matriz de São Cristóvão, in Largo de São Cristóvão.
- Palácio do Marquês de Tancos, nella Calçada do Marquês de Tancos.

## Galleria d'immagini

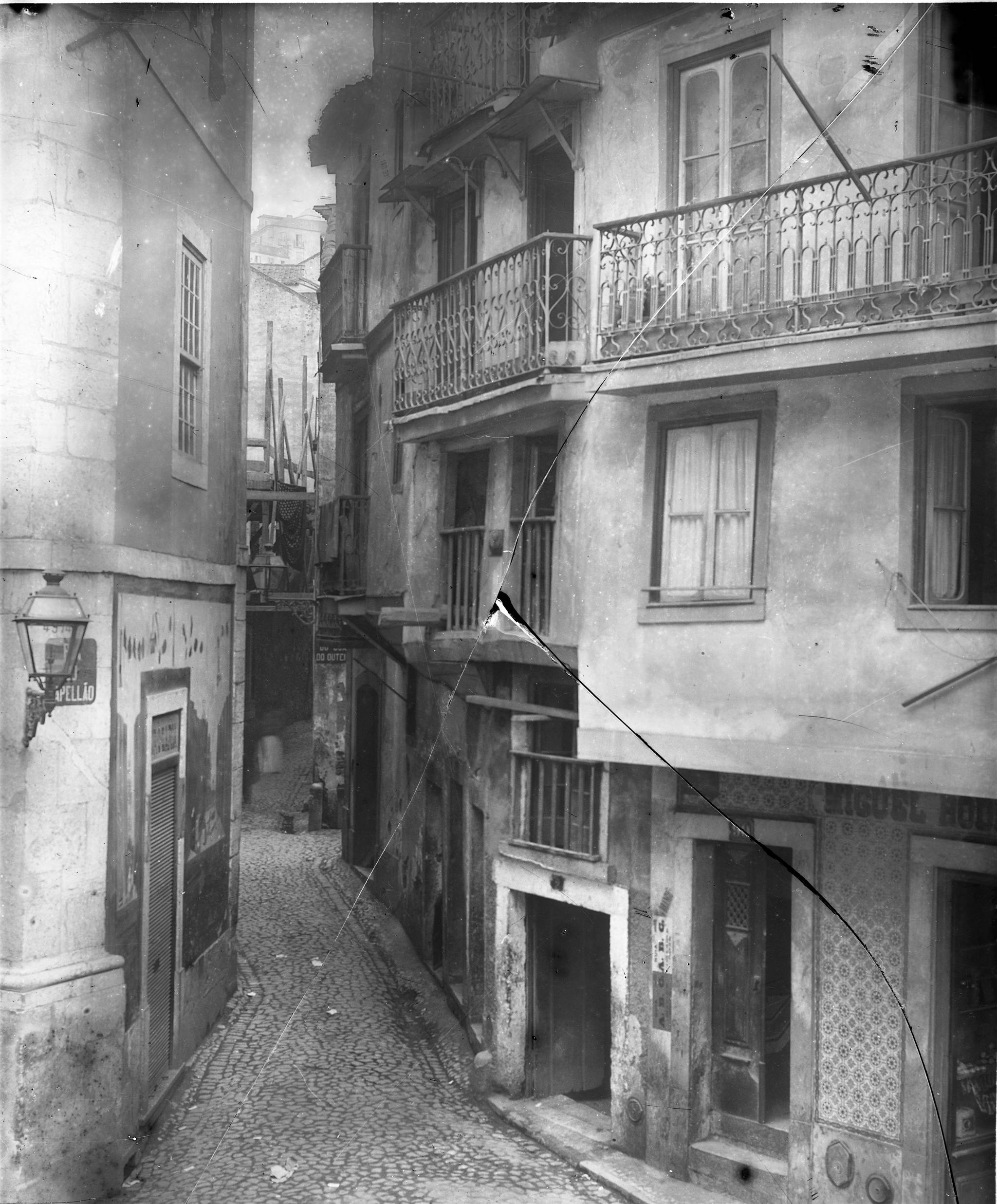
Rua do Capelão e Largo da Mouraria in una foto dei primi del Novecento di José Artur Leitão Bárcia.
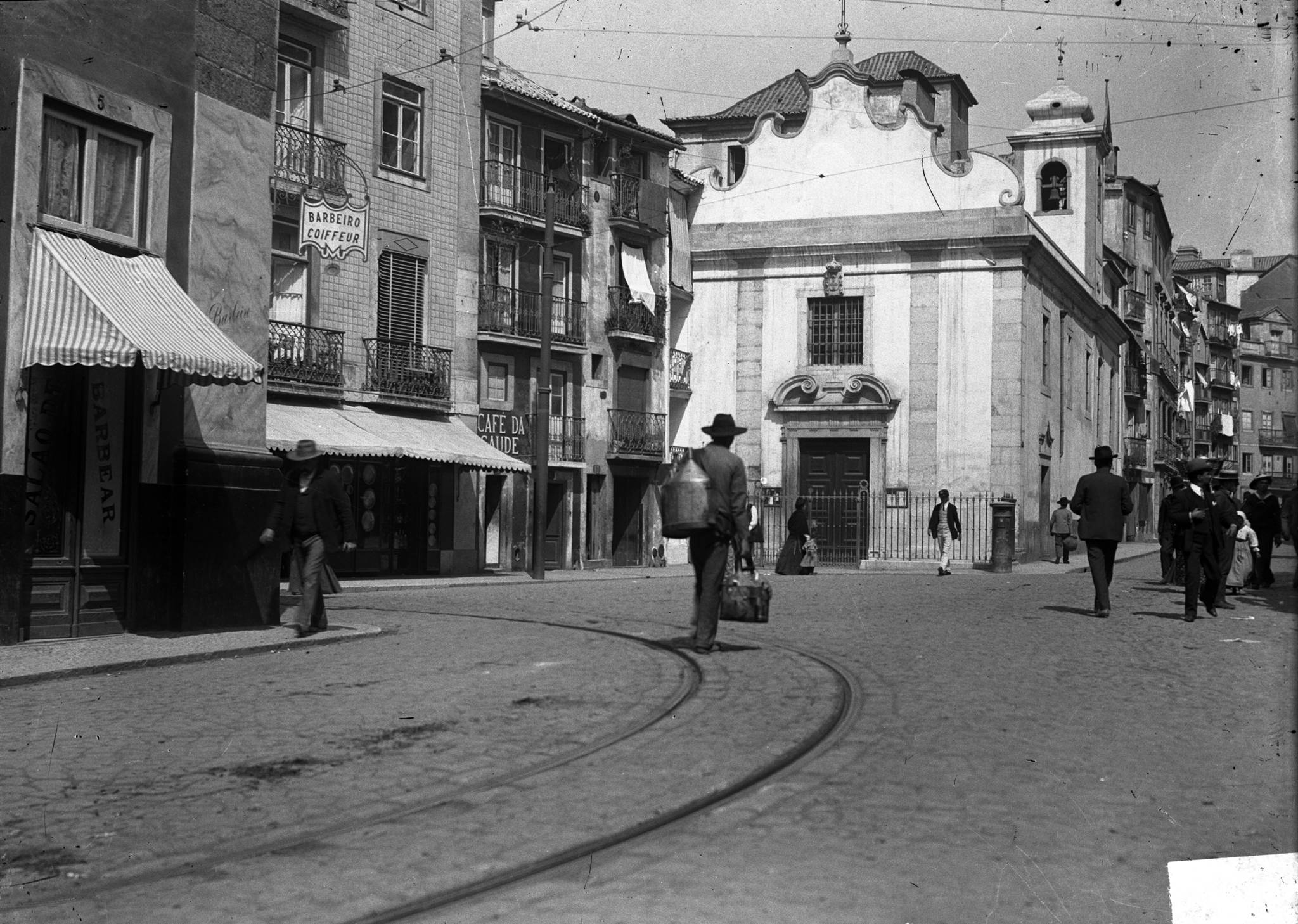
Ermida de Nossa Senhora da Saúde.
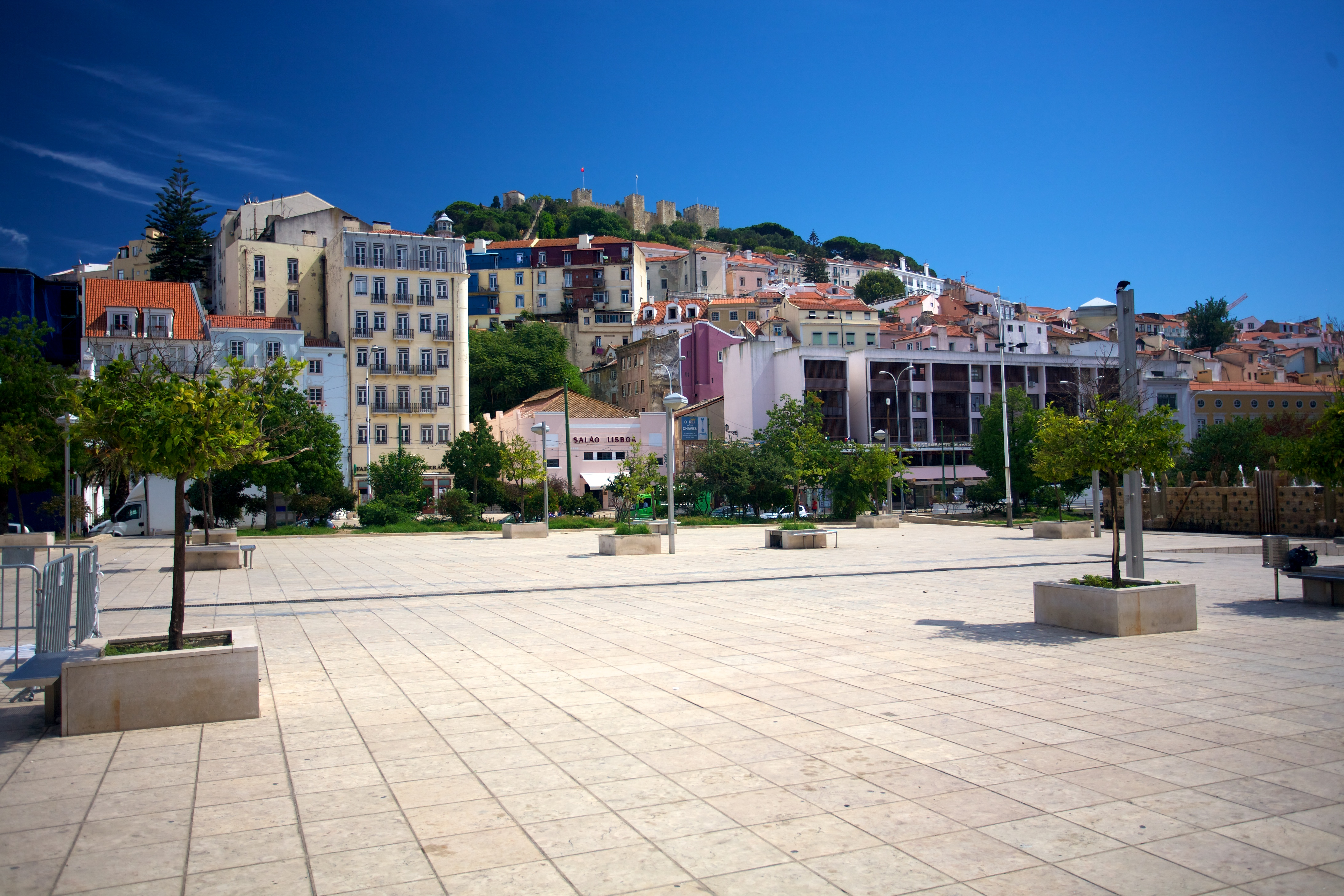
Praça Martim Moniz, che costituisce il limite nord-occidentale della Mouraria.
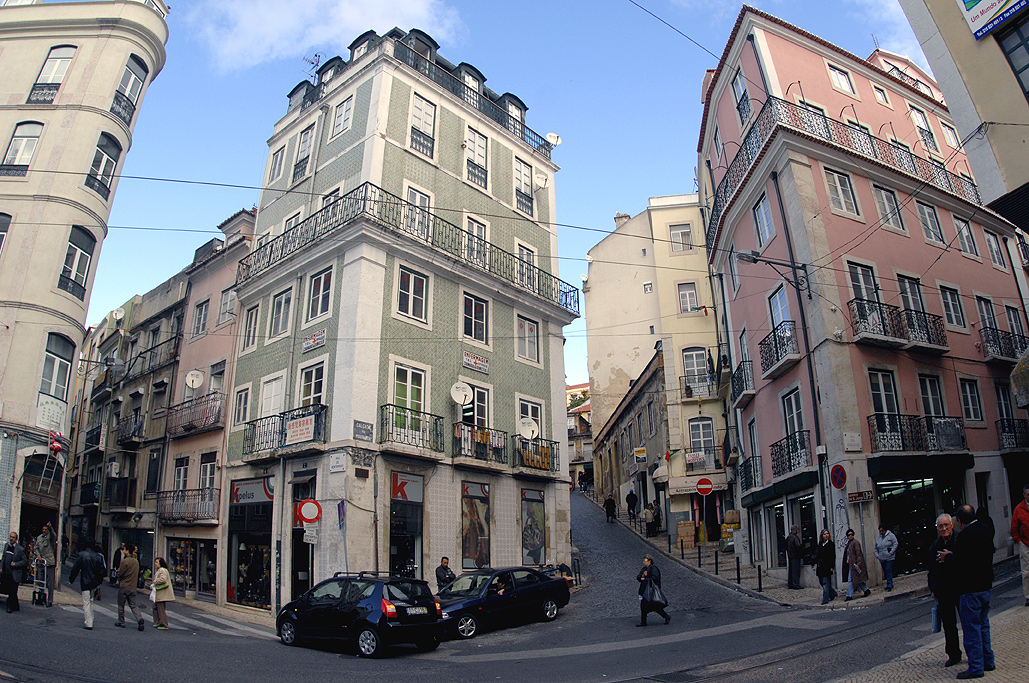
Incrocio tra Rua do Benformoso, Calçada da Mouraria, Rua dos Cavaleiros e Rua da Mouraria (da sinistra verso destra).
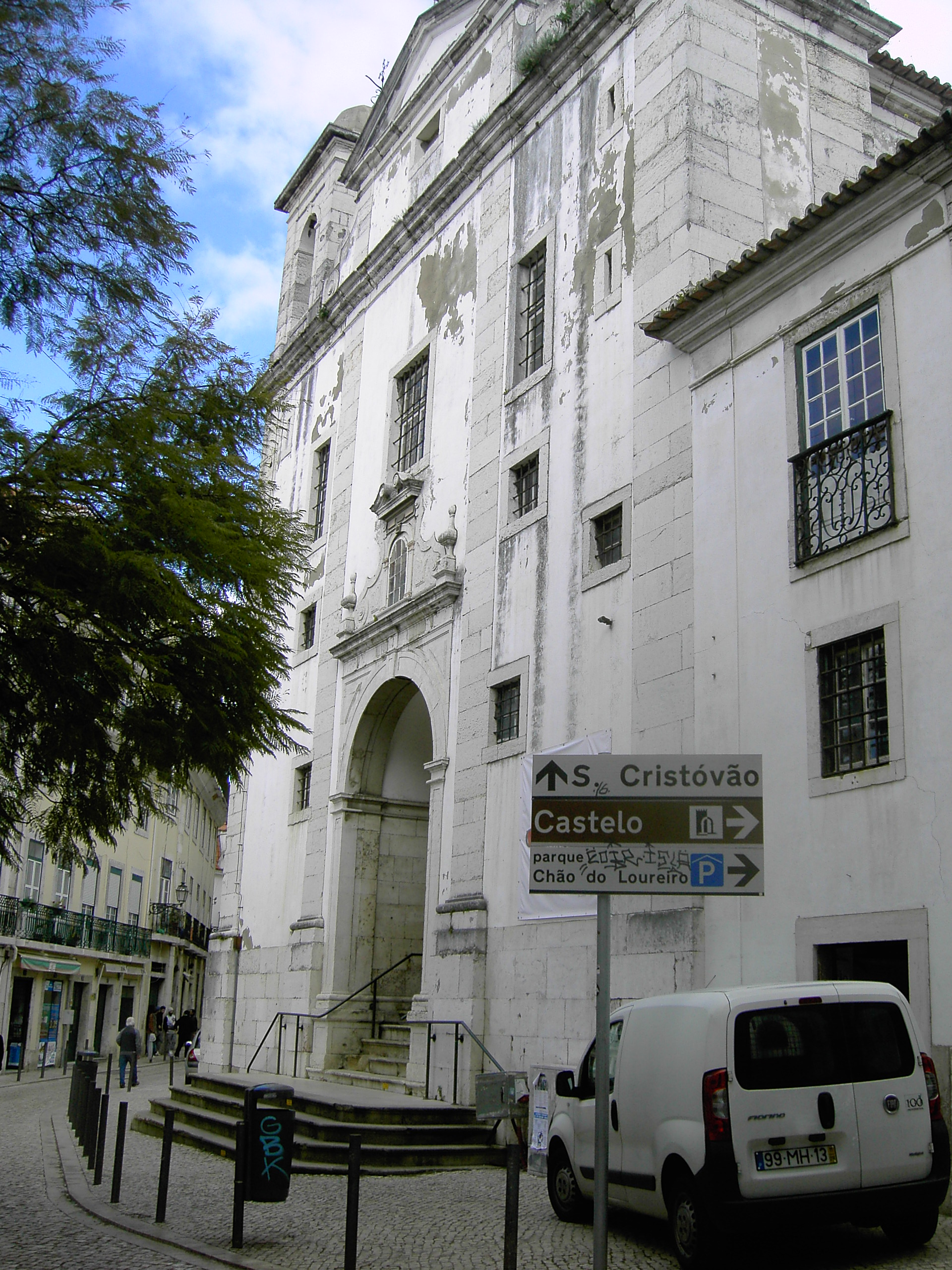
L'Igreja de São Cristóvão, situata in Largo de São Cristóvão.
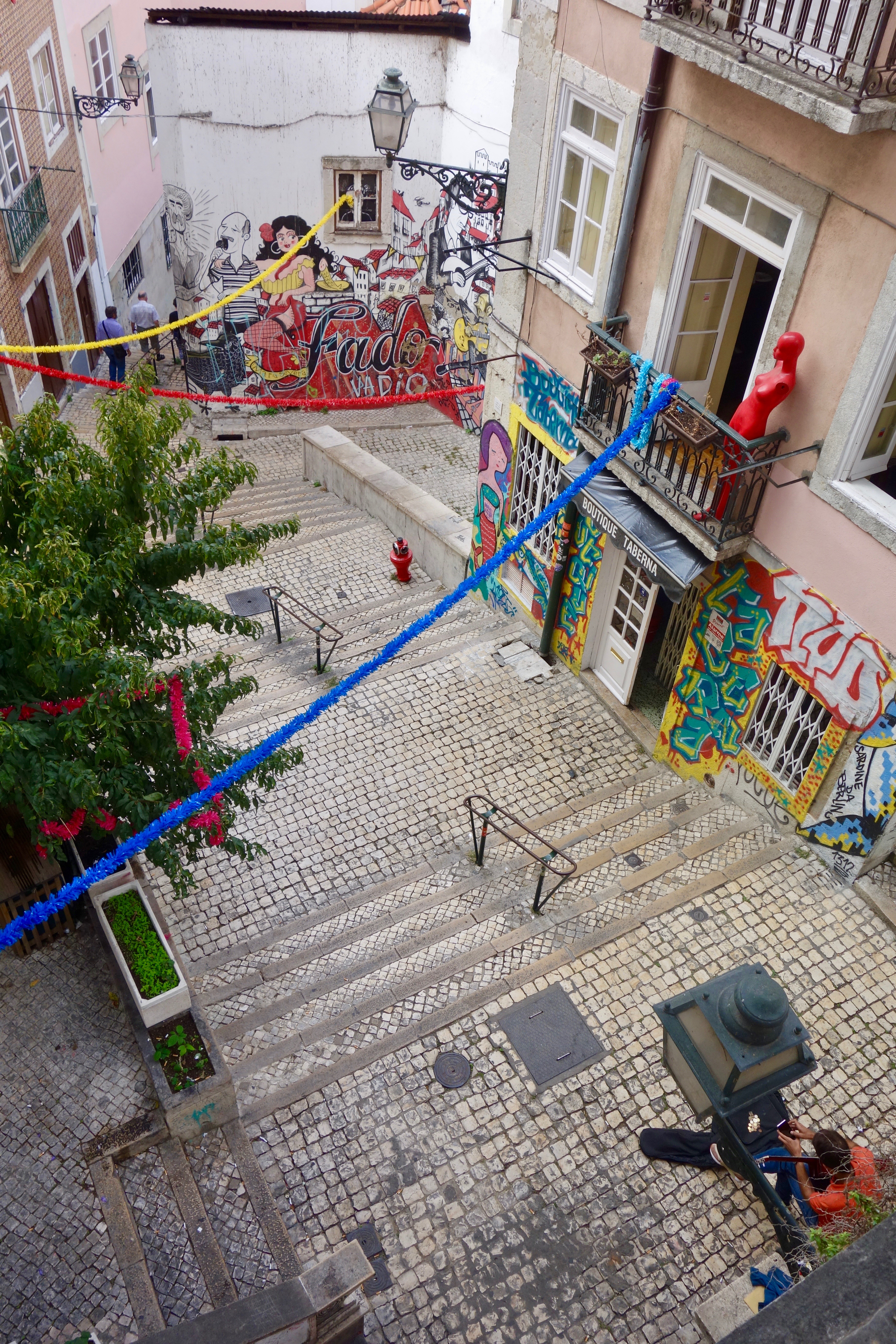
Escadinhas de São Cristovão.